# Малих Харис
Малих Харисович Харисов (псевдоним — Харис Малих; 27 января 1915, Новокутово, Уфимская губерния — 14 марта 1944) — башкирский поэт-лирик. Участник Великой Отечественной войны.

## Биография
Харисов Малих Харисович родился 27 января 1915 года в д. Новокутово Белебеевского уезда Уфимской губернии (ныне — Чекмагушевского район РБ) в бедной крестьянской семье. Рано остался сиротой.
В 1941 году окончил Башкирский государственный педагогический институт им. К. А. Тимирязева (ныне Уфимский университет науки и технологий).
Начал печататься в прессе в 1934 году как поэт-лирик. Его первый сборник стихов «Голос сердца» («Йөрәк тауышы») был издан в 1944 году уже после гибели поэта.
Харис Малих занимался переводами. Перевел на башкирский язык произведения М. Ю. Лермонтова.
Погиб на фронте 14 марта  1944 года.

## Произведения
Стихи и баллады «К Идели» («Иҙелгә»), «Молодость» («Йәшлек», 1940), «К морю» («Дингеҙгә»), «В родном ауле» («Тыуған ауылда»), «Песнь о матери» («Әсә тураhында йыр»), «Руставели», «Дочь Родины» («Ватан ҡыҙы», 1942), «Письмо» («Хат», 1943), «Баллада о батыре» («Батыр тураhында баллада», 1943), «Земле родной», «Я люблю», «К Идели», «В родном селе», «Прощание с Уфой», «К морю», «Руставели», «А. С. Пушкину» и др.